# Vita Cola

Vita-Cola-Logo

Vita Cola ist eine deutsche Cola-Marke der Thüringer Waldquell Mineralbrunnen GmbH, die 1958 warenzeichenrechtlich geschützt wurde. Die Cola wurde vor der Wende von vielen verschiedenen Getränkebetrieben der DDR abgefüllt und in den Handel gebracht. Seit 1994 ist Vita Cola wieder im Handel und auch in den alten Bundesländern erhältlich.

## Historische Entwicklung

### Entstehung
Die Regierung der DDR forderte im zweiten Fünfjahresplan (ab 1958) die Verbesserung der Versorgung der Bevölkerung mit alkoholfreien Getränken. Daraufhin beauftragte das Ministerium für Lebensmittelindustrie den VEB Chemische Fabrik Miltitz mit der Entwicklung eines Cola-Getränkes, welches der Coca-Cola entsprechen sollte.
Als Vater der Vita-Cola-Rezeptur gilt Hans Zinn, Abteilungsleiter Essenzen der Chemischen Fabrik Miltitz. Er kreierte den bis heute unveränderten Geschmack des Getränkes durch die Kombination einer Vielzahl ätherischer Öle wie beispielsweise Zitrusöl, Vanille, Kolanüssen, Koffein und Vitamin C.
Im Oktober 1958 wurde der Grundstoff erstmals an die Landesbrauerei Leipzig (später VEB Sachsenbräu) ausgeliefert. Das Warenzeichen für das Endprodukt meldete die Brauerei im November 1958 beim Amt für Erfindungs- und Patentwesen der DDR an.

### Vor der Wende

Vita-Cola-Etikett der Feldschloss‑Brauerei Lübben (um 1965)

Das Getränk wurde bereits im ersten Produktionsjahr 1958 gut von der Bevölkerung aufgenommen, was zu einer Verzehnfachung des Bedarfs der ursprünglich geplanten 180 kg Ascorbinsäure für die Produktion des Grundstoffs führte, der von der pharmazeutischen Industrie durch eine Bereitstellung zusätzlicher 350 kg pro Quartal gedeckt werden konnte. Die Cola wurde zunächst nur von einigen Brauereien in der DDR produziert, beginnend mit Lauchhammer, Wernigerode, dem Urlaubergebiet um Binz (Rügen), Apolda, Sangerhausen, Dresden und Muskau.
Die Landesbrauerei Leipzig genehmigte bald auch anderen Volkseigenen Betrieben die Verwendung des Namens Vita Cola für den Grundstoff und die daraus hergestellte Limonade. 1959 erfolgte die allgemeine Freigabe, was den Bedarf an Rohstoffen weiter in die Höhe schnellen ließ, sodass die Sicherstellung der Grundstoffproduktion in der Folgezeit von der Chemischen Fabrik Miltitz selbst organisiert wurde.
1960 erhielten 106 Betriebe die Produktionserlaubnis. Da jeder Herstellungsbetrieb die Cola mit eigenen Etiketten vermarktete, war das Erscheinungsbild am Markt unterschiedlich. Der Inhalt war jedoch immer gleich.

### Nach der Wiedervereinigung
Nachdem die Produktion mit der Wende eingestellt oder diffus von kleinen Brauereien unter wechselnden Namen weitergeführt worden war, übernahm 1994 die zum Brau-&-Brunnen-Konzern gehörende Thüringer Waldquell Mineralbrunnen GmbH die Marke. Ab 1996 wurde Vita-Cola wieder flächendeckend in den Neuen Bundesländern angeboten. 2005 verkaufte Brau & Brunnen den Thüringer Waldquell Mineralbrunnen und weitere Unternehmen und damit auch die Marke Vita Cola an die Hassia Mineralquellen aus Bad Vilbel. Diese übernahm auch die Produktionsstätte der Thüringer Waldquell in Schmalkalden und führt die Marke Vita Cola dort weiter.

### Aktuelle Situation

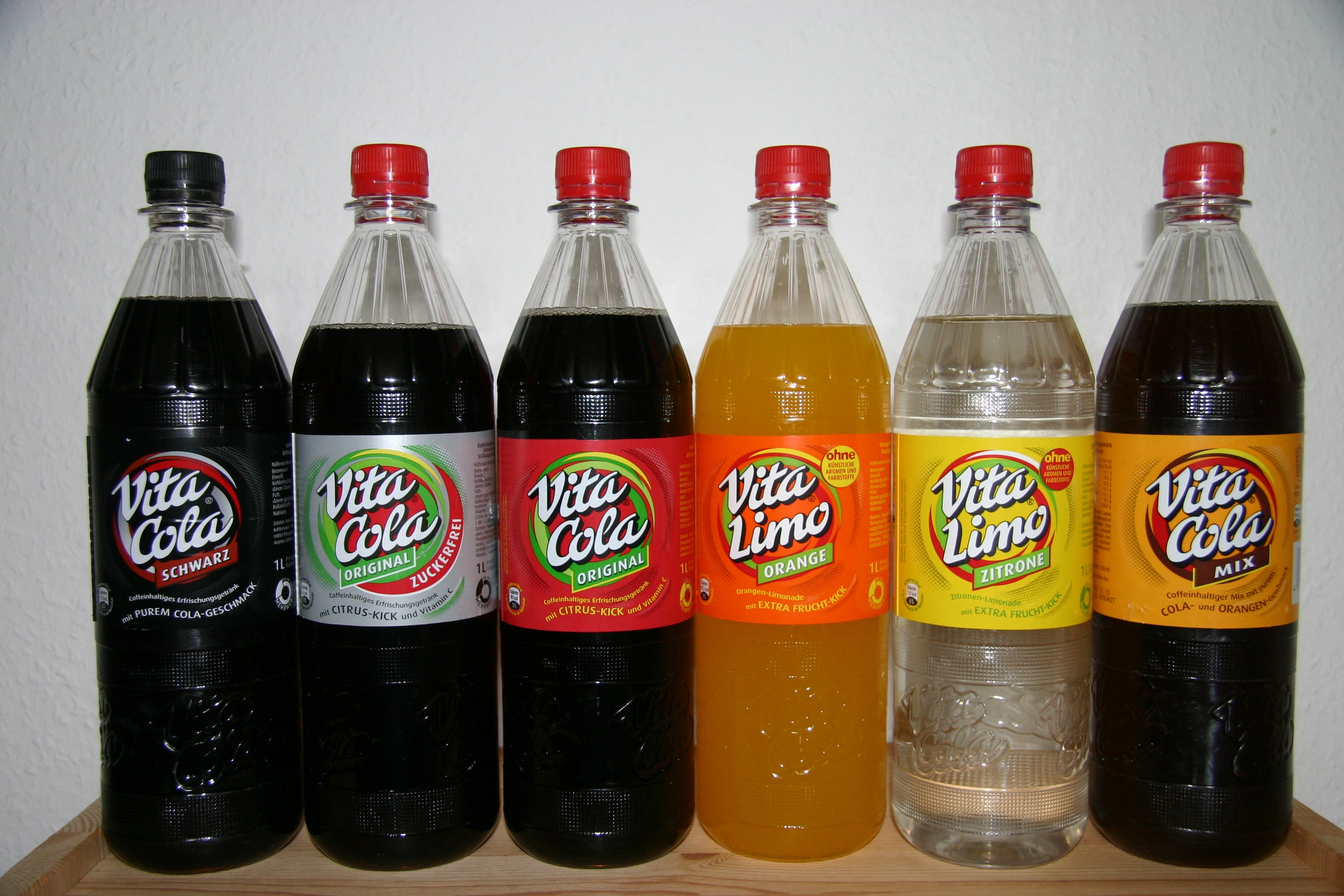
Die im Juli 2010 erhältlichen Vita-Sorten (v. l.) Cola Schwarz, Cola Original Zuckerfrei, Cola Original, Limo Orange, Limo Zitrone und Cola Mix

Seit 2006 wird die Cola unter dem Namen Vita Cola Original vermarktet, 2007 erschienen zusätzlich Vita Cola Zuckerfrei, eine Light-Variante, und Vita Cola Schwarz, die weder Zitrusöle noch zusätzliche Zitronensäure enthält und sich damit auch zum Mischen von Cocktails mit nicht-zitronigen Alkoholika wie etwa für Cuba Libre eignet.
Nach dem überproportionalen Markterfolg der beiden neuen Varianten erweiterte man die Produktpalette 2009 mit der Vita Cola Schwarz Zuckerfrei und wenig später der Vita Cola Mix, einem Mischgetränk aus Vita Cola Schwarz und Orangenlimonade, welches sich an Spezi anlehnt.
Nach dem bis dahin erfolgreichsten Jahr 2009 wurde die Produktpalette 2010 erneut erweitert, diesmal mit den Limonaden Vita Orange und Vita Zitrone. Kurz darauf wurden die Produktnamen aus marketingbedingten Gründen auf Vita Limo Orange, Vita Limo Zitrone und Vita Cola Original Zuckerfrei angepasst. 2011 erfolgte die Umbenennung der beiden Schwarz-Varianten in Vita Cola Pur und Vita Cola Pur Zuckerfrei.
Weitere Limonaden erschienen 2012 mit Vita Exotic (Mandarine + Mango), gefolgt von Vita Caribic (Orange + Guave) 2013 und Vita Brazil (Grapefruit + Limette + Orange + Zitrone) im Jahr 2014.
Vita Cola wird in Schmalkalden, Bad Doberan und Lichtenau produziert.
Im Jahr 2017 stieg man in den lukrativen Energydrinks-Markt ein: 2018 erschienen Vita Energy Rote Traube Açaí und Vita Energy Pfirsich Passionsfrucht. Später folgten die Sorten Mango Orange, Waldbeere Aronia und Kiwi Apfel. Anfang 2020 wurde das Sortiment um zwei zuckerfreie Sorten, Himbeere Wassermelone und Apfel Waldmeister, erweitert.

## Rezeptur und Geschmack
Vita Cola wird auch heute noch im Wesentlichen nach dem in der Chemischen Fabrik Miltitz entwickelten Originalrezept hergestellt. Lediglich die ursprünglich naturidentischen Aromastoffe wurden durch natürliche Aromen ersetzt. Die Cola unterscheidet sich auch heute noch deutlich von anderen Colasorten, da Vita Cola Zitronensäure und natürliche Zitrusöle enthält, die sich von künstlichen Zitronenaromen unterscheiden. Die herbe Geschmacksrichtung der Vita Cola blieb auch nach der Wende in Ostdeutschland beliebt.
Die Rezeptur wurde dreimal an andere Lebensmittel-Hersteller lizenziert, um Lebensmittel mit der Geschmacksrichtung Vita Cola zu produzieren. Im Jahr 2002 produzierte Katjes Gummibonbons mit Vita-Cola-Geschmack, die sich allerdings als Flop erwiesen und nach einigen Monaten wieder vom Markt genommen wurden. In den Jahren 2003 und 2004 produzierte die heute nicht mehr bestehende Rhöngold Molkerei eine Götterspeise mit dem Namen Vita Cola Fresh’n Cool. Im Jahr 2011 wurde durch die R&R Ice Cream Deutschland als Wassereis das Vita Cola Eis produziert.

## Produktionsmenge und Marktanteil
2015 wurden erstmals mehr als 80 Millionen Liter Vita Cola verkauft. 2019 waren es 87,4 Millionen Liter, 2020 90,5 Millionen Liter. Vita Cola ist damit die größte deutsche Cola-Marke und liegt in Ostdeutschland bei den Colas hinter Coca-Cola auf Platz zwei, in Thüringen ist man bei den Colas und Limonaden Marktführer, während in allen anderen Bundesländern Coca-Cola führt. Damit ist Thüringen eine von nur wenigen Regionen weltweit, in denen Coca-Cola nicht Marktführer bei Cola-Getränken ist.
Die Sorte Vita Cola Original wird auch in Westdeutschland in 1-l-Mehrwegflaschen sowie 1,5-l-Einwegflaschen angeboten. Der Hersteller bietet auf seiner Webseite eine Suchmaschine, über die Händler in alten Bundesländern gesucht werden können, die Vita Cola in ihrem Sortiment führen. Andere Sorten und weitere Flaschengrößen werden im Westen Deutschlands nur im Liefergebiet der Mineralwasserprodukte von Thüringer Waldquell angeboten.

## Flaschendesign

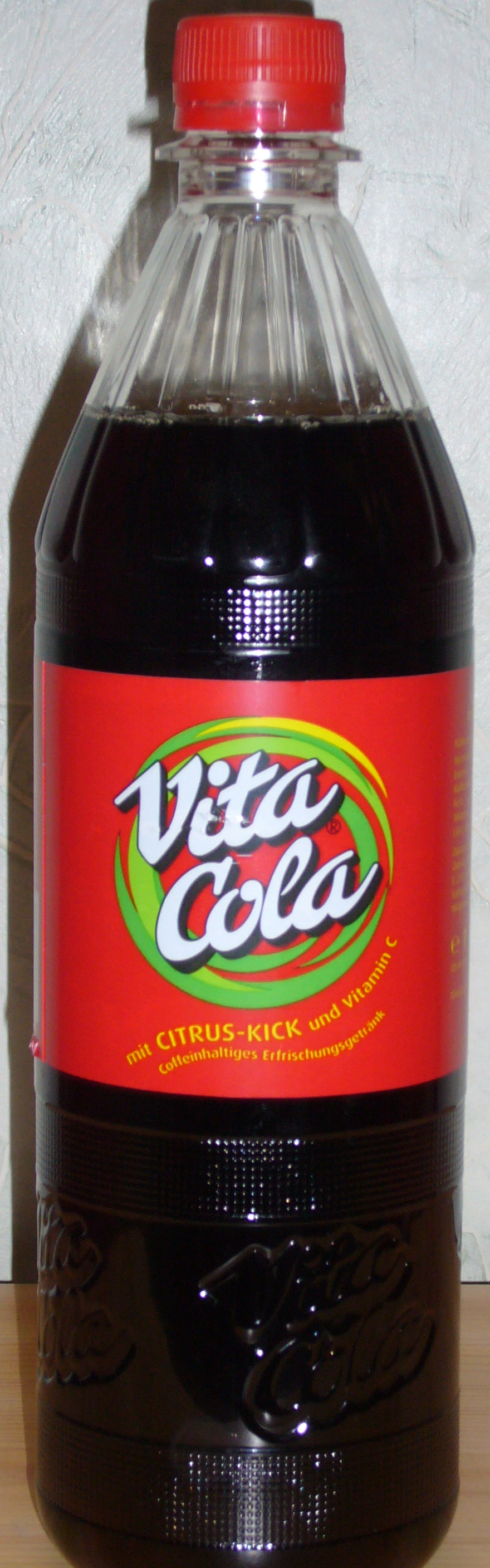
Retro-Design der klassischen DDR-Pfandflasche

Das Design der Mehrweg-PET-Flasche ist im Retro-Look an die Form der bekannten DDR-Pfandflasche aus Glas angelehnt, in der damals Limonaden und Brausen vertrieben wurden, hat jedoch im Verhältnis zu dieser ein größeres Fassungsvolumen von einem Liter sowie einen in das Material eingeprägten Schriftzug der Marke. Die klassische rot-grüne Farbgebung des Etiketts sowie der Schriftzug wurden beibehalten. Während anfangs nur für die Literflasche ein eigenes Flaschendesign verwendet wurde, wurden Füllmengen von 0,5 l und 1,5 l in Standardflaschen abgefüllt. Seit 2008 werden auch für diese Flaschen in einem eigenen Design produziert und jeweils in Ein- und Mehrwegflaschen vermarktet. Vita Cola wird daneben auch in klassischen Mehrweg-Glasflaschen vertrieben. Für den Gastronomie-Bereich werden 0,2‑l‑Glasflaschen in einem anderen Design verwendet.